# Montoir-de-Bretagne
Pour les articles homonymes, voir Montoir et Bretagne (homonymie).
Pour l’article ayant un titre homophone, voir Montoire.
Montoir-de-Bretagne est une commune du Nord-Ouest de la France, située dans le département de la Loire-Atlantique, en région Pays de la Loire. Administrativement, la commune se situe en région pays de la Loire. 
La commune fait partie du Parc naturel régional de Brière.
Ses habitants sont appelés les Montoirins.

## Géographie

Situation de la commune de Montoir-de-Bretagne dans le département de la Loire-Atlantique.

Montoir-de-Bretagne est situé sur la rive nord de l'estuaire de la Loire, à 5 km à l'est de Saint-Nazaire.
La commune est située à proximité des marais de la Brière, la deuxième plus grande zone humide de France après la Camargue. On y a créé un parc naturel régional regroupant de nombreuses espèces animales et végétales.
| Saint-Joachim                      | Saint-Malo-de-Guersac                      |                              |
| Trignac                            | Montoir-de-Bretagne                        | Donges                       |
| Saint-Nazaire Estuaire de la Loire | Estuaire de la Loire Saint-Brevin-les-Pins | Estuaire de la Loire Corsept |

### Géologie
Il y a de vastes prairies reposant sur terrain d'alluvions. À l'ouest, les terrains sont tourbeux, il y a des veines de granite et de micaschiste.

### Climat
Le climat qui caractérise la commune est qualifié, en 2010, de « climat méditerranéen altéré », selon la typologie des climats de la France qui compte alors huit grands types de climats en métropole. En 2020, la commune ressort du type « climat océanique » dans la classification établie par Météo-France, qui ne compte désormais, en première approche, que cinq grands types de climats en métropole. Ce type de climat se traduit par des températures douces et une pluviométrie relativement abondante (en liaison avec les perturbations venant de l'Atlantique), répartie tout au long de l'année avec un léger maximum d'octobre à février.
Les paramètres climatiques qui ont permis d’établir la typologie de 2010 comportent six variables pour les températures et huit pour les précipitations, dont les valeurs correspondent aux données mensuelles sur la normale 1971-2000. Les sept principales variables caractérisant la commune sont présentées dans l'encadré ci-après.
| Paramètres climatiques communaux sur la période 1971-2000 - Moyenne annuelle de température : 12,2 °C - Nombre de jours avec une température inférieure à −5 °C : 0,9 j - Nombre de jours avec une température supérieure à 30 °C : 3,3 j - Amplitude thermique annuelle : 12,7 °C - Cumuls annuels de précipitation : 709 mm - Nombre de jours de précipitation en janvier : 11,9 j - Nombre de jours de précipitation en juillet : 5,9 j |

Avec le changement climatique, ces variables ont évolué. Une étude réalisée en 2014 par la Direction générale de l'Énergie et du Climat complétée par des études régionales prévoit en effet que la température moyenne devrait croître et la pluviométrie moyenne baisser, avec toutefois de fortes variations régionales. La station météorologique de Météo-France installée sur la commune et mise en service en 1957 permet de connaître en continu l'évolution des indicateurs météorologiques. Le tableau détaillé pour la période 1981-2010 est présenté ci-après.
La température moyenne annuelle évolue de 12,2 °C pour la période 1971-2000, à 12,5 °C pour 1981-2010, puis à 12,7 °C pour 1991-2020.
| Mois                                  | jan.             | fév.             | mars          | avril           | mai             | juin          | jui.           | août           | sep.           | oct.            | nov.            | déc.             | année      |
| ------------------------------------- | ---------------- | ---------------- | ------------- | --------------- | --------------- | ------------- | -------------- | -------------- | -------------- | --------------- | --------------- | ---------------- | ---------- |
| Température minimale moyenne (°C)     | 3,4              | 3                | 5             | 6,3             | 9,7             | 12,2          | 14             | 13,7           | 11,4           | 9,3             | 5,7             | 3,5              | 8,1        |
| Température moyenne (°C)              | 6,3              | 6,5              | 8,9           | 10,8            | 14,3            | 17,2          | 19,2           | 19,1           | 16,6           | 13,3            | 9,2             | 6,6              | 12,4       |
| Température maximale moyenne (°C)     | 9,3              | 9,9              | 12,8          | 15,2            | 18,8            | 22,3          | 24,4           | 24,5           | 21,8           | 17,4            | 12,7            | 9,7              | 16,6       |
| Record de froid (°C) date du record   | −13,8 16.01.1985 | −13,7 10.02.1986 | −9,4 01.03.05 | −3 11.04.1973   | −0,9 14.05.1995 | 2 02.06.1962  | 6,5 03.07.1968 | 4,7 31.08.1986 | 1,1 11.09.1972 | −5,9 30.10.1997 | −7,9 23.11.1988 | −10,6 28.12.1962 | −13,8 1985 |
| Record de chaleur (°C) date du record | 16,8 27.01.03    | 20,7 27.02.19    | 24 30.03.21   | 27,5 22.04.1984 | 31,2 26.05.17   | 37,7 27.06.19 | 36,9 23.07.19  | 38,4 09.08.03  | 32,8 03.09.05  | 28 01.10.11     | 20,9 01.11.15   | 16,9 07.12.00    | 38,4 2003  |
| Ensoleillement (h)                    | 72,8             | 102              | 148,7         | 174,5           | 206,8           | 232,9         | 233,1          | 233,9          | 197,7          | 127,9           | 89,8            | 72,4             | 1 892,6    |
| Précipitations (mm)                   | 81,5             | 64,3             | 56,2          | 56,8            | 65,8            | 38,9          | 39,6           | 34,5           | 68,3           | 94,1            | 85,2            | 89,2             | 774,4      |

## Urbanisme

### Typologie
Au 1er janvier 2024, Montoir-de-Bretagne est catégorisée ceinture urbaine, selon la nouvelle grille communale de densité à sept niveaux définie par l'Insee en 2022.
Elle appartient à l'unité urbaine de Saint-Nazaire, une agglomération intra-départementale regroupant 17  communes, dont elle est une commune de la banlieue,,. Par ailleurs la commune fait partie de l'aire d'attraction de Saint-Nazaire, dont elle est une commune de la couronne,. Cette aire, qui regroupe 24 communes, est catégorisée dans les aires de 200 000 à moins de 700 000 habitants,.
La commune, bordée par l'estuaire de la Loire, est également une commune littorale au sens de la loi du 3 janvier 1986, dite loi littoral. Des dispositions spécifiques d’urbanisme s’y appliquent dès lors afin de préserver les espaces naturels, les sites, les paysages et l’équilibre écologique du littoral, tel le principe d'inconstructibilité, en dehors des espaces urbanisés, sur la bande littorale des 100 mètres, ou plus si le plan local d’urbanisme le prévoit.

### Occupation des sols

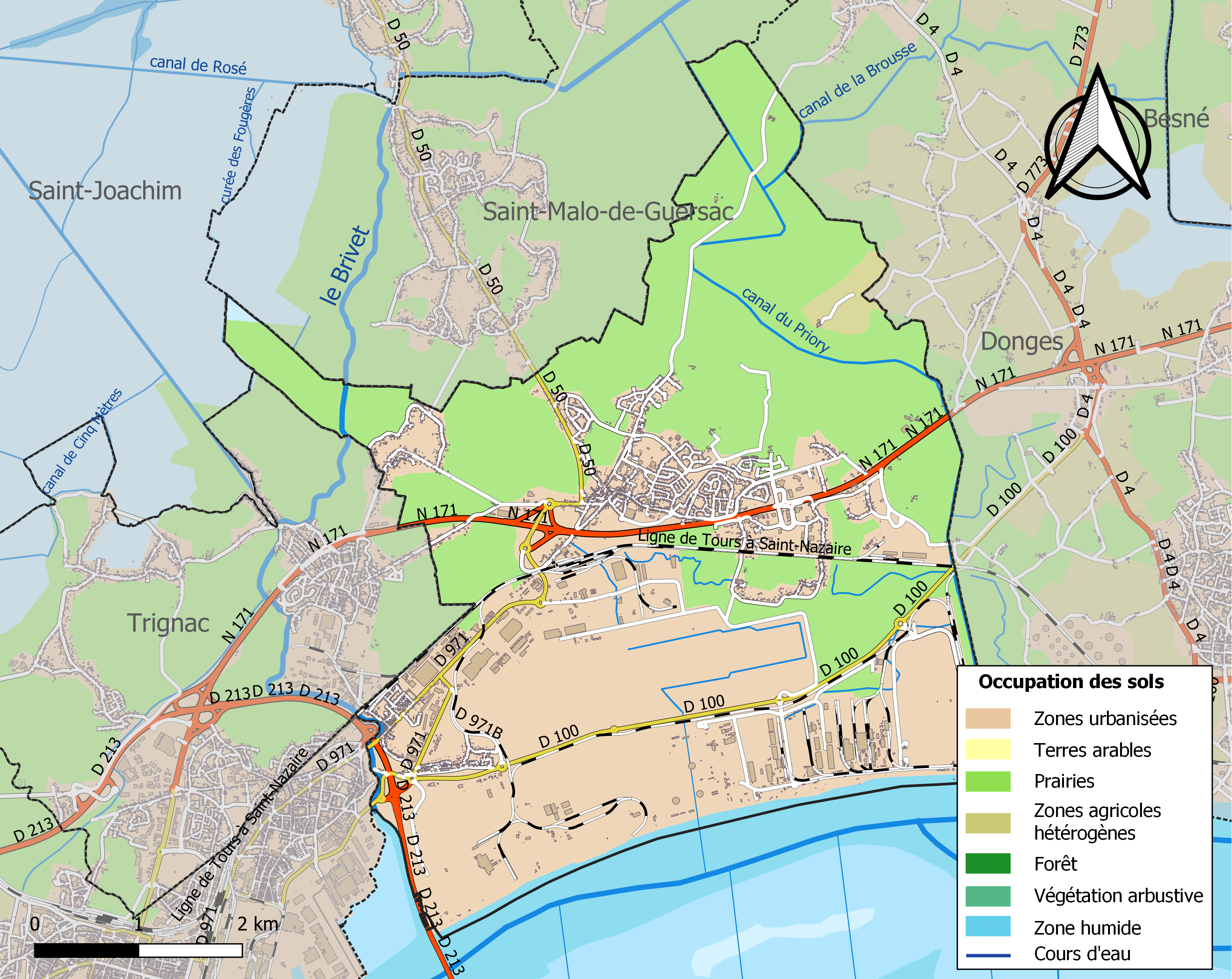
Carte des infrastructures et de l'occupation des sols de la commune en 2018 (CLC).

Le tableau ci-dessous présente l'occupation des sols de la commune en 2018, telle qu'elle ressort de la base de données européenne d’occupation biophysique des sols Corine Land Cover (CLC).
| Type d’occupation                                              | Pourcentage | Superficie (en hectares) |
| -------------------------------------------------------------- | ----------- | ------------------------ |
| Tissu urbain discontinu                                        | 6,3 %       | 223                      |
| Zones industrielles ou commerciales et installations publiques | 10,9 %      | 387                      |
| Réseau routier et ferroviaire et espaces associés              | 2,0 %       | 69                       |
| Zones portuaires                                               | 18,0 %      | 637                      |
| Aéroports                                                      | 8,9 %       | 315                      |
| Prairies et autres surfaces toujours en herbe                  | 37,1 %      | 1311                     |
| Systèmes culturaux et parcellaires complexes                   | 0,9 %       | 32                       |
| Marais intérieurs                                              | 0,1 %       | 4,5                      |
| Marais maritimes                                               | 0,02%       | 0,5                      |
| Zones intertidales                                             | 4,7 %       | 167                      |
| Estuaires                                                      | 11,1 %      | 392                      |
| Source : Corine Land Cover                                     |             |                          |

## Toponymie
Le nom de la localité est attesté sous les formes Monstorio en 1060, Mostoyer en 1277, Monthouer en 1287, Montouoir en 1465, Montonar en 1630, Monstoir en 1731.
Le nom de Montoir-de-Bretagne provient de monasterium (monastère).
Montoir-de-Bretagne possède un nom en gallo, la langue d'oïl locale : Montouer selon l'écriture ABCD; Montoér selon l'écriture ELG, ou Montouèrr selon l'écriture MOGA. En gallo, le nom de la commune se prononce [mɔ̃twɛʁ]. 
En breton, l'Office public de la langue bretonne propose Mouster-al-Loc'h.

## Histoire

### Préhistoire et Antiquité
Les vestiges d'une ferme de l'Âge du Fer ont été retrouvés début 2013 sur le territoire de la commune. Elle se compose d'un espace de 2 000 m2 où se sont construits des bâtiments montés sur poteaux, le tout circonscrit par un fossé. Cet habitat rural modeste, probablement lié à une cellule familiale simple, a été occupé du IVe siècle av. J.-C.au Ier siècle de notre ère, et ne semble pas avoir été intégré aux réseaux économiques locaux.

### Moyen-Âge
Au Xe siècle, le bourg était le chef-lieu d'une paroisse, siège d'une châtellenie de la vicomté de Donges.
Au Moyen Âge, il y avait une châtellenie à Montoir appelée Nisère, ou Nissé, dont il n'y a plus de vestige. Elle était sans doute située au lieu-dit appelé « la Motte » sur les cartes Cassini (1750), qui se situait à la pointe ouest vers la Brière, sur un îlot. Au mois d’août 1320 est passé le contrat de mariage, entre Bouchard, comte de Vendôme et Alix de Bretagne, qui a pour dot le château de Montoir.

### Temps modernes
Cette seigneurie est érigée en comté en faveur de Louis-Joseph de Querhoent-Coëtanfao, issu d'une ancienne maison de Bretagne. Le 17 août 1591, les habitants de Nantes, ayant appris que les troupes du roi Henri IV partent soumettre les habitants de Montoir, envoient à ces derniers des munitions de guerre pour se défendre et rester sous la domination du duc de Mercœur. En 1690, un port de mer, formé par un canal qui avait flux et reflux, est détruit par un ouragan, qui enlève tous les foins des prairies voisines et les transporte dans ce canal. L'église, très ancienne, est détruite par la foudre en 1698. C'est à cette époque qu'est construite la tour qui existe encore avec des pierres tirées du château Lorieux (à Crossac). Avant la Révolution française, trois chapelles existent, celle d'Esnes, celle de Saint-Malo et celle de Mean.

### LeXIXesiècle
Vers 1825, une petite usine est bâtie pour l'extraction du sulfate de soude de la tourbe ligneuse marine. En 1845, Montoir a une trève, qui est Saint-Joachim, et deux prieurés : la Blanche (qui dépend de l'abbaye de la Blanche, de l'ordre de Cîteaux, située dans l'île de Noirmoutier), et un second qui dépend de l'abbaye de Sainte-Marie de Pornic. Le nombre des habitants est de 4 000, presque tous marins. Les terres fournissent peu de terres labourables, mais beaucoup de prairies, et des marais étendus. Ces marais sont une source de richesse pour les habitants, qui en tirent des mottes à brûler. Ces mottes se trouvent dans le marais de la Grande Brière, et sont transportées par les Montoirins à La Rochelle, à Bordeaux, à l’île de Ré et ailleurs. Le projet d'afféager ces marais et de les dessécher a été alors refusé par les États de la province, par crainte de réduire à la dernière mendicité les habitants du canton, tout en n'en enrichissant que les seuls afféagistes. Ce marais était jadis une forêt, détruite par les ouragans de 700 ou de 1177.
En 1865, le quartier de Méan situé à proximité du chantier naval de Penhoët est détaché de la commune de Montoir pour intégrer celle de Saint-Nazaire.

### LeXXesiècle
La commune de Trignac est créée le 1er janvier 1914, par démembrement partiel de celle de Montoir.
Durant la Seconde Guerre mondiale, l'aéroport fut agrandi par l'occupant. Une importante extension du Port autonome de Nantes-Saint-Nazaire est construite durant les années 1970 et les 1980. Elle consiste en un terminal capable de recevoir des méthaniers, c'est-à-dire des navires transportant du gaz liquéfié. C'est un des terminaux appartenant à Elengy qui permet à divers importateurs de gaz naturel d'accéder au réseau de transport gazier français.

## Politique et administration

### Jumelages
La ville est jumelée avec :
- Ammersbek (Allemagne) depuis le 31 mai 1986.

## Population et société

### Démographie
Selon le classement établi par l'Insee, Montoir-de-Bretagne fait partie de l'aire urbaine, de l'unité urbaine, de la zone d'emploi et du bassin de vie de Saint-Nazaire. Toujours selon l'Insee, en 2010, la répartition de la population sur le territoire de la commune était considérée comme « intermédiaire » : 79 % des habitants résidaient dans des zones « intermédiaires » et 21 % dans des zones « peu denses ».

#### Évolution démographique
La commune est démembrée partiellement en 1913 pour permettre la création de Trignac, puis en 1925 pour la création de Saint-Malo-de-Guersac.
L'évolution du nombre d'habitants est connue à travers les recensements de la population effectués dans la commune depuis 1793. Pour les communes de moins de 10 000 habitants, une enquête de recensement portant sur toute la population est réalisée tous les cinq ans, les populations de référence des années intermédiaires étant quant à elles estimées par interpolation ou extrapolation. Pour la commune, le premier recensement exhaustif entrant dans le cadre du nouveau dispositif a été réalisé en 2006.

En 2022, la commune comptait 7 289 habitants, en évolution de +2,97 % par rapport à 2016 (Loire-Atlantique : +6,68 %, France hors Mayotte : +2,11 %).
| 1793  | 1800  | 1806  | 1821  | 1831  | 1836  | 1841  | 1846  | 1851  |
| ----- | ----- | ----- | ----- | ----- | ----- | ----- | ----- | ----- |
| 3 119 | 3 149 | 3 577 | 3 871 | 3 985 | 4 395 | 4 500 | 4 572 | 5 023 |

| 1856  | 1861  | 1866  | 1872  | 1876  | 1881  | 1886  | 1891  | 1896  |
| ----- | ----- | ----- | ----- | ----- | ----- | ----- | ----- | ----- |
| 5 269 | 5 388 | 4 527 | 4 859 | 4 603 | 5 412 | 7 225 | 6 942 | 8 277 |

| 1901   | 1906  | 1911   | 1921  | 1926  | 1931  | 1936  | 1946  | 1954  |
| ------ | ----- | ------ | ----- | ----- | ----- | ----- | ----- | ----- |
| 10 272 | 9 756 | 10 739 | 6 285 | 3 860 | 3 698 | 3 592 | 3 681 | 4 695 |

| 1962  | 1968  | 1975  | 1982  | 1990  | 1999  | 2006  | 2011  | 2016  |
| ----- | ----- | ----- | ----- | ----- | ----- | ----- | ----- | ----- |
| 4 658 | 5 171 | 5 352 | 5 772 | 6 585 | 6 194 | 6 310 | 6 922 | 7 079 |

| 2021  | 2022  | - | - | - | - | - | - | - |
| ----- | ----- | - | - | - | - | - | - | - |
| 7 252 | 7 289 | - | - | - | - | - | - | - |

#### Pyramide des âges
La population de la commune est relativement jeune.
En 2018, le taux de personnes d'un âge inférieur à 30 ans s'élève à 37,1 %, soit en dessous de la moyenne départementale (37,3 %). À l'inverse, le taux de personnes d'âge supérieur à 60 ans est de 23,1 % la même année, alors qu'il est de 23,8 % au niveau départemental.
En 2018, la commune comptait 3 488 hommes pour 3 660 femmes, soit un taux de 51,2 % de femmes, légèrement inférieur au taux départemental (51,42 %).
Les pyramides des âges de la commune et du département s'établissent comme suit.
| Hommes | Classe d’âge | Femmes |
| ------ | ------------ | ------ |
| 0,3    | 90 ou +      | 1,4    |
| 4,4    | 75-89 ans    | 8,4    |
| 15,5   | 60-74 ans    | 16,0   |
| 19,5   | 45-59 ans    | 19,3   |
| 20,7   | 30-44 ans    | 20,1   |
| 17,3   | 15-29 ans    | 15,3   |
| 22,2   | 0-14 ans     | 19,5   |

| Hommes | Classe d’âge | Femmes |
| ------ | ------------ | ------ |
| 0,6    | 90 ou +      | 1,8    |
| 6      | 75-89 ans    | 8,6    |
| 15,1   | 60-74 ans    | 16,4   |
| 19,4   | 45-59 ans    | 18,8   |
| 20,1   | 30-44 ans    | 19,3   |
| 19,2   | 15-29 ans    | 17,4   |
| 19,5   | 0-14 ans     | 17,6   |

## Économie
- Charier (Entreprise)
- GDF Suez
- Elengy : Propriétaire du terminal méthanier de Montoir-de-Bretagne
- Airbus
- Yara International

## Culture locale et patrimoine

### Patrimoine culturel
Selon les études anciennes d'A. de Courson, de Barthélémy et De Bourgogne, suivant le dictionnaire d'Ogée et les études récentes d'Erwan Vallerie sur l'origine des paroisses de Bretagne, et l'Atlas de Jouët et Delorme, Montoir-de-Bretagne fait partie du pays traditionnel et historique de Guérande, ancien archidiaconé, qui inclut le terroir de la Brière. Le grand pays historique était le diocèse et comté dit Pays Nantais.[réf. nécessaire]

### Lieux et monuments
- Le village présente une église du XIXe siècle.
- Loncé, Bellevue, Gron, Lavenac, Camée

### Personnalités liées à la commune
- Étienne Chaillon et Joseph Moyon (nés sur la commune), députés aux états généraux de 1789

### Héraldique, devise et logotype
| Blason | Blasonnement : Taillé : au premier, d'azur à deux avions de chasse d'argent, volant l'un sur l'autre ; au second, de gueules à la roue dentée d'or issant d'une champagne ondée d'argent, à la tige touffe de roseaux des marais au naturel brochant sur le taillé ; le tout sommé d'un chef d'argent chargé de cinq mouchetures d'hermine de sable. Commentaires : Les mouchetures d'hermine évoquent l'hermine plain de la Bretagne, rappelant l'appartenance historique à la Bretagne. |

La devise de Montoir-de-Bretagne : Longius Procedere. (Aller plus avant.)
Conception : vers 1967-1969 : Thierry Déhoux et Yvan Guéhennec.